# Liste der vom NS-Regime verfolgten Kunstschaffenden der Bildenden Kunst

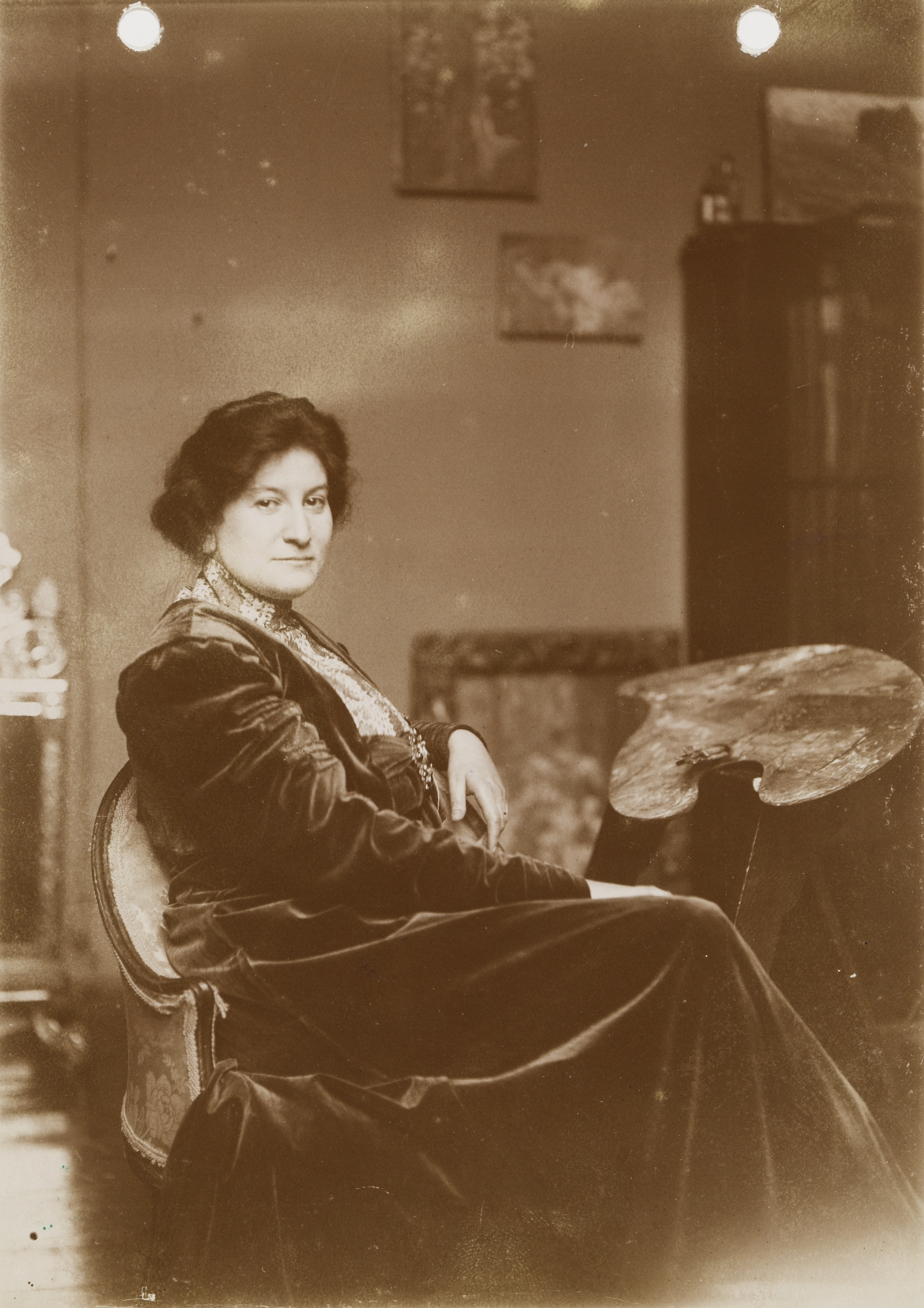
Julie Wolfthorn, 1906, fotografiert von Philipp Kester

Die Liste der vom NS-Regime verfolgten Kunstschaffenden der Bildenden Kunst nennt während der Zeit des Nationalsozialismus (1933–1945) verfolgte Kunstschaffende im Bereich der Bildenden Kunst.
Die von den beschriebenen Künstlern vertretenen Stilrichtungen sind unter anderem Impressionismus, Expressionismus, Art déco und Naive Malerei.
Die Liste erhebt keinen Anspruch auf Vollständigkeit.

## Liste

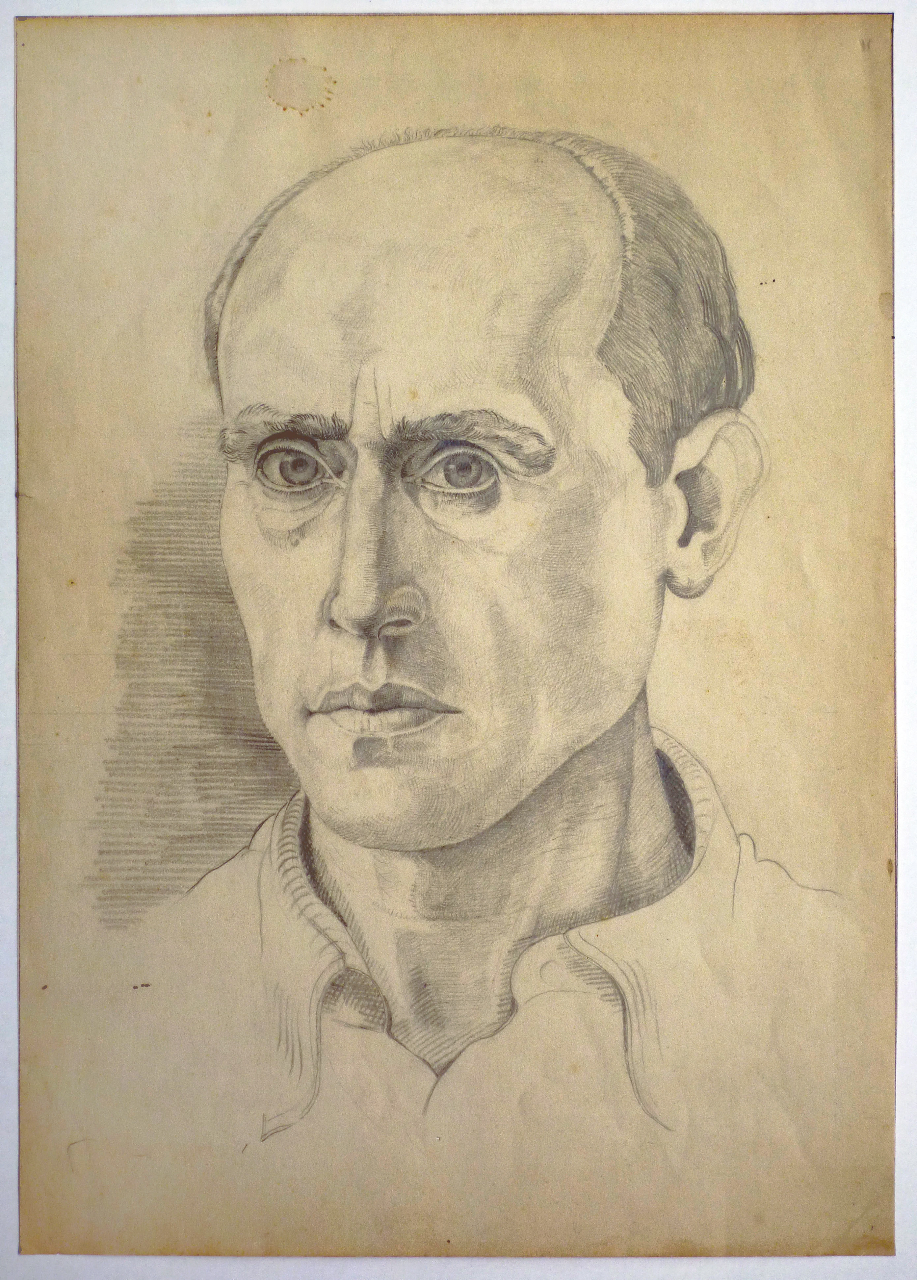
August Agatz, Selbstporträt, um 1940

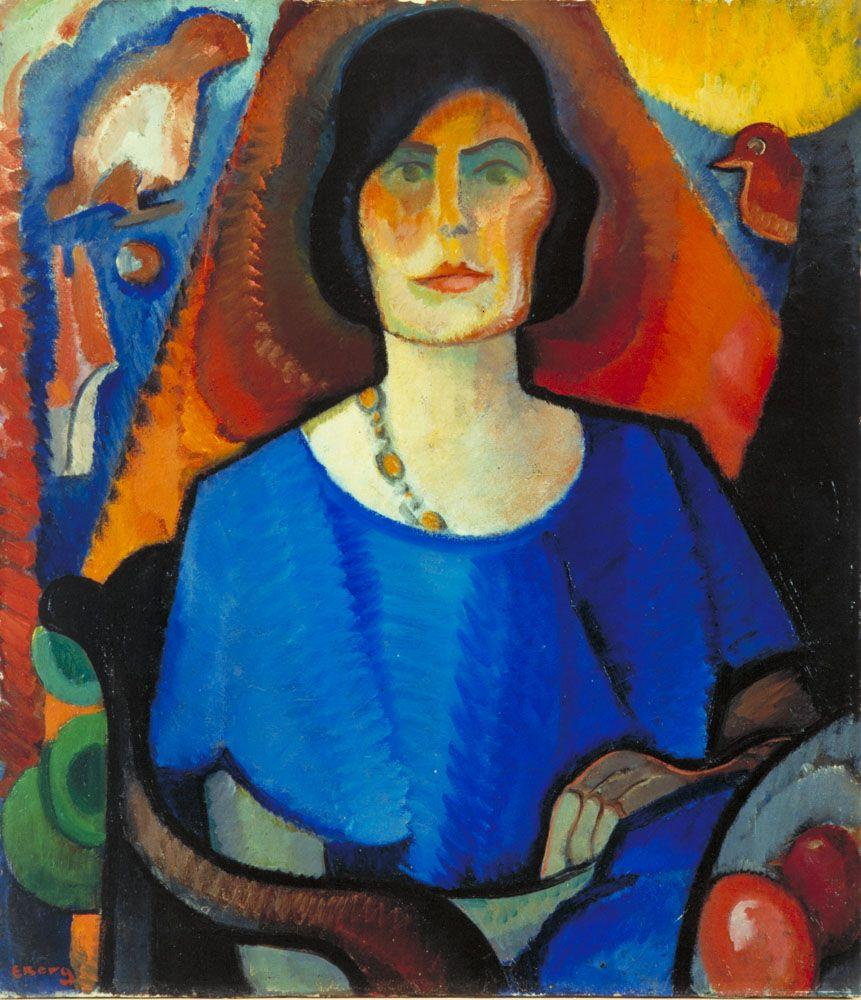
Else Berg, Selbstporträt, 1917

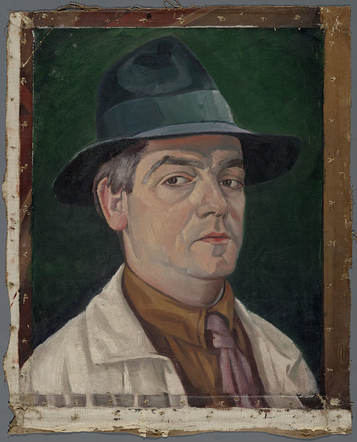
Meijer Bleekrode, Selbstporträt, vor 1939

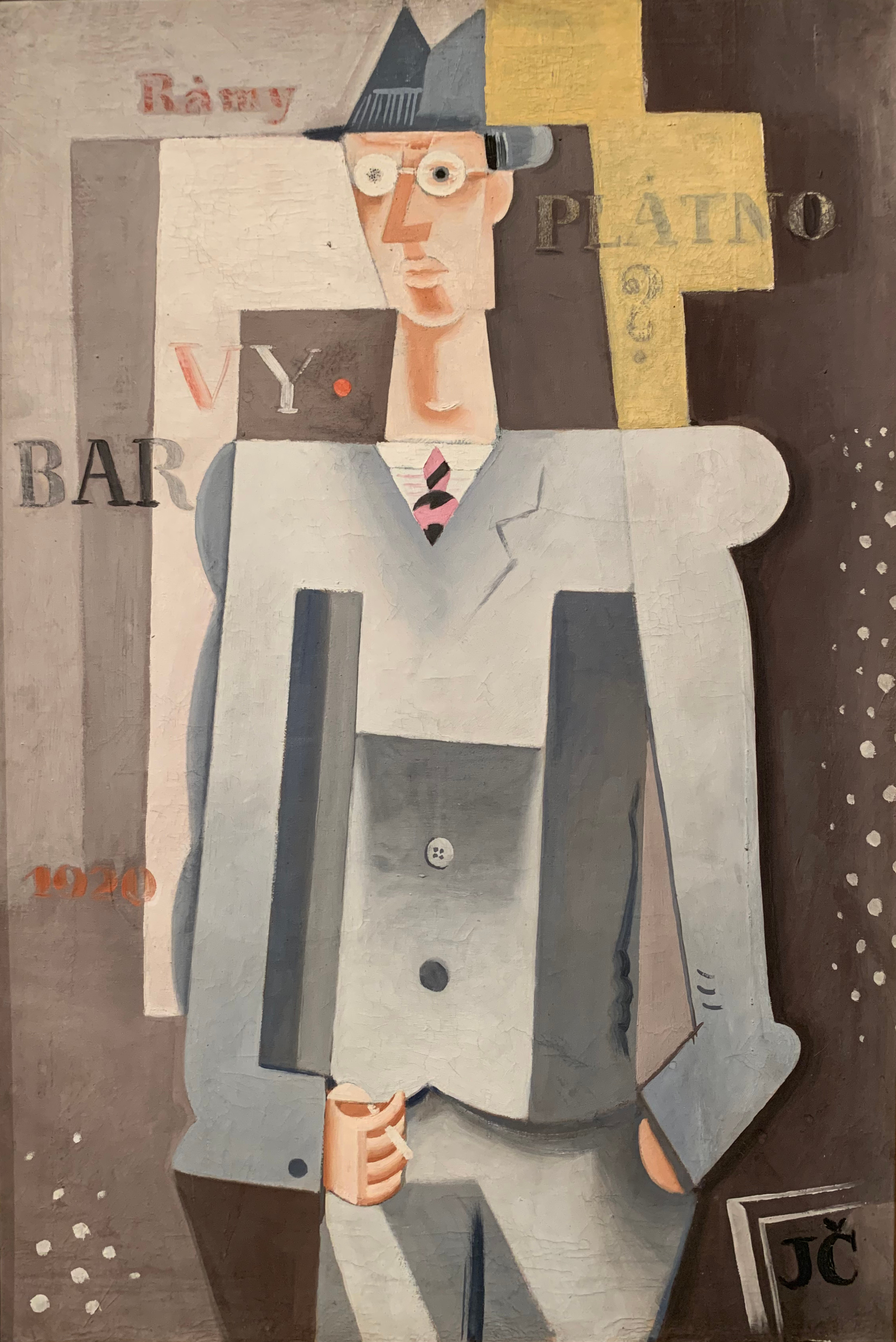
Josef Čapek, Selbstporträt, 1920

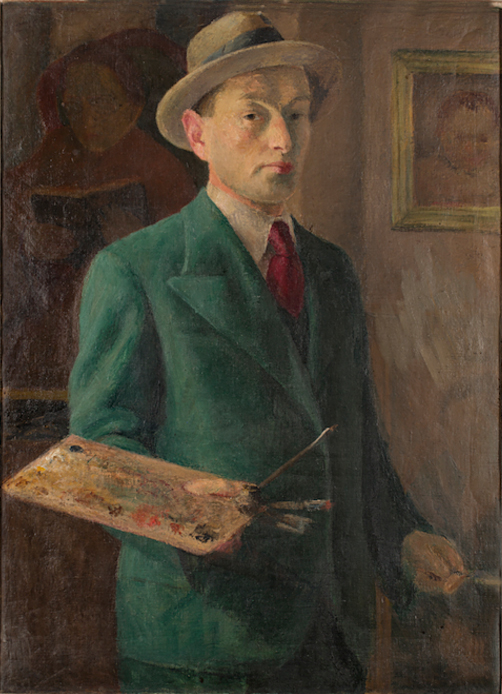
Samuel Finkenstein, Selbstporträt, o. D.

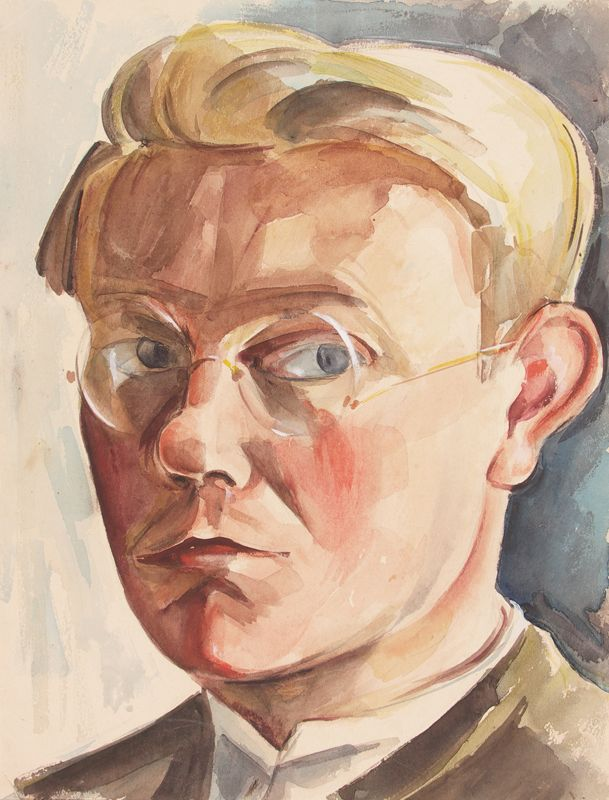
Fritz Fuhrken, Selbstporträt, ca. 1926

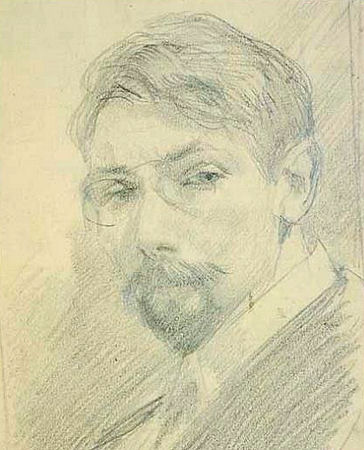
Salomon Garf, Selbstporträt, 1914

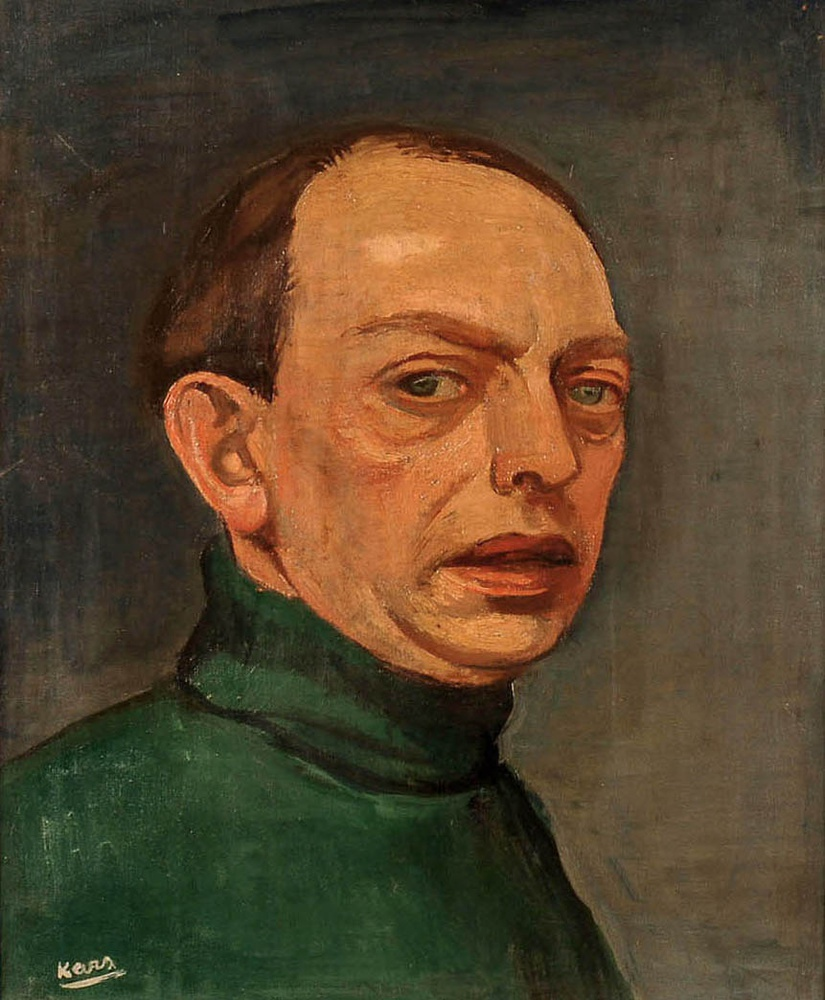
Georges Kars, Selbstporträt, 1929

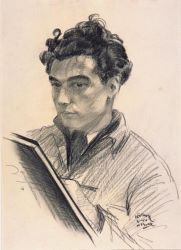
Leo Kok, Selbstporträt, 1944

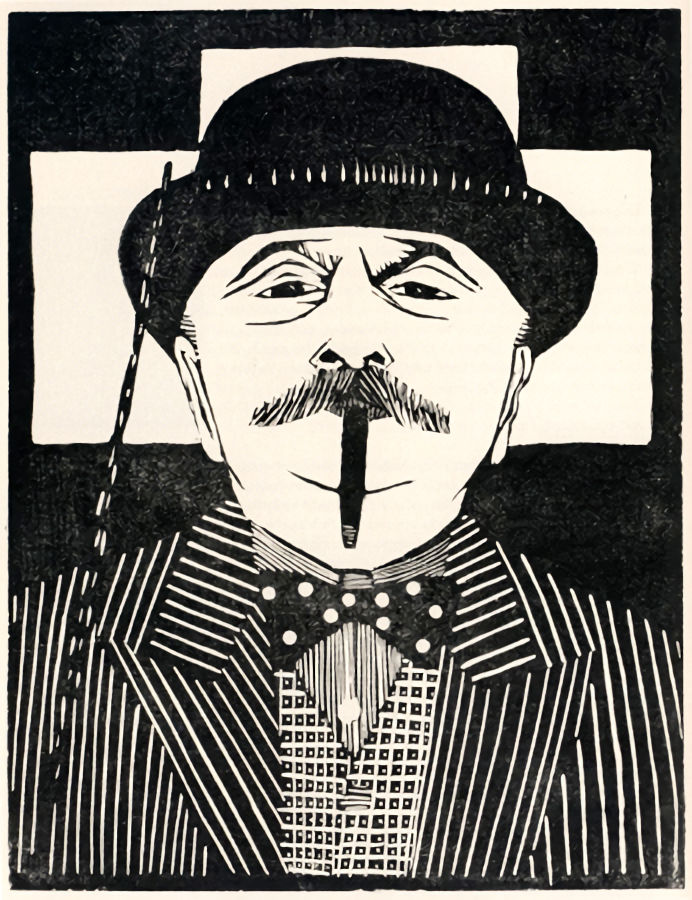
Samuel Jessurun de Mesquita, Selbstporträt, 1900

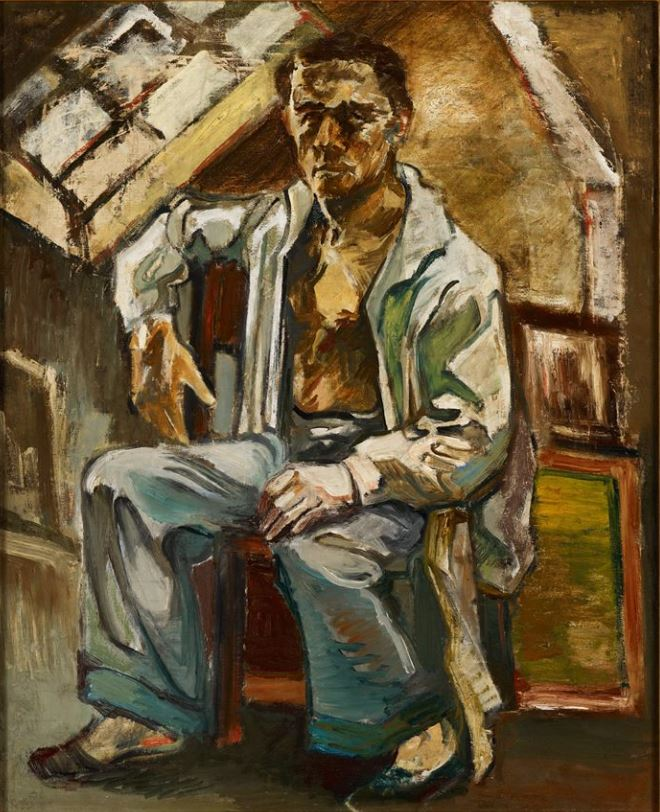
Julo Levin, Selbstporträt, 1927

Rudolf Levy, Selbstporträt, 1943

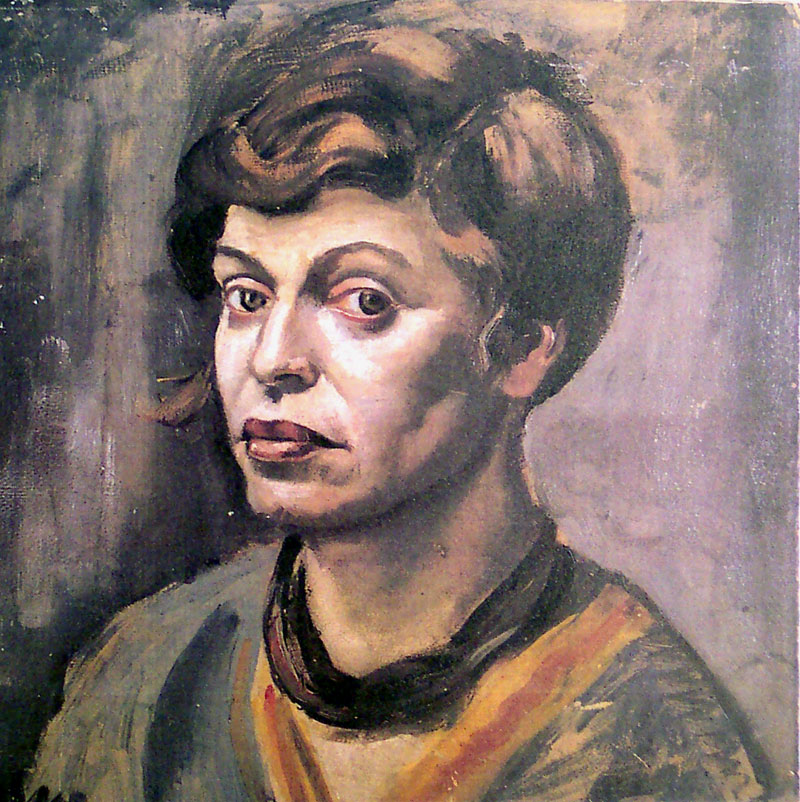
Elfriede Lohse-Wächtler, Selbstporträt, um 1930

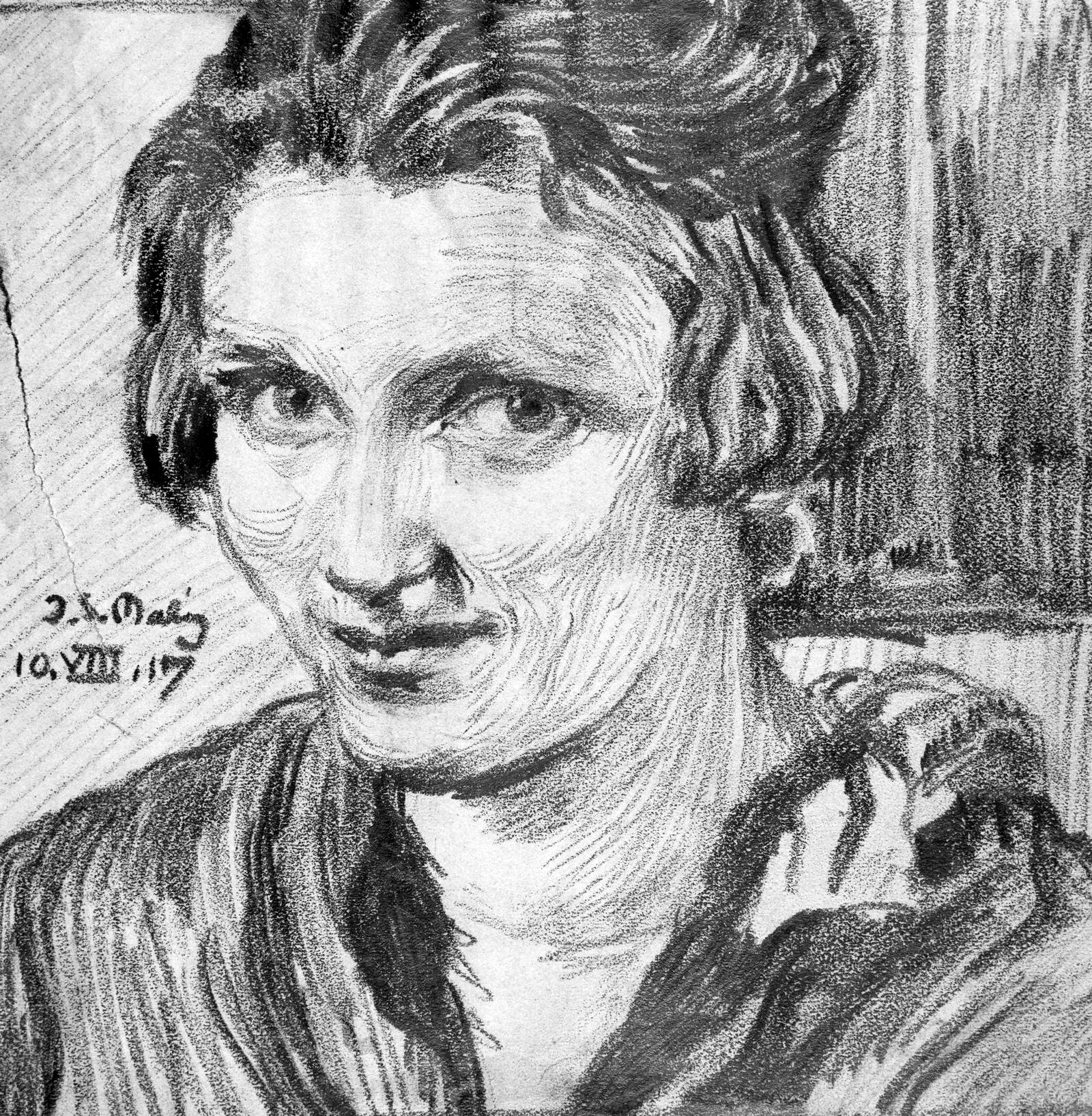
Ida Maly, Selbstporträt, 1917

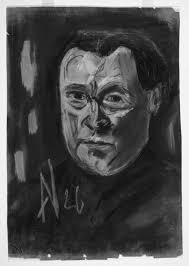
Arno Nadel, Selbstporträt, 1926

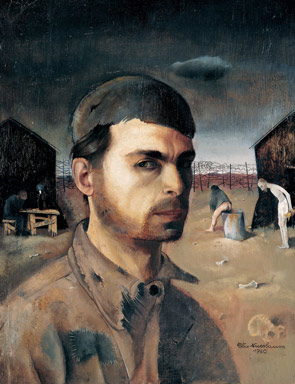
Felix Nussbaum, Selbstporträt, 1940

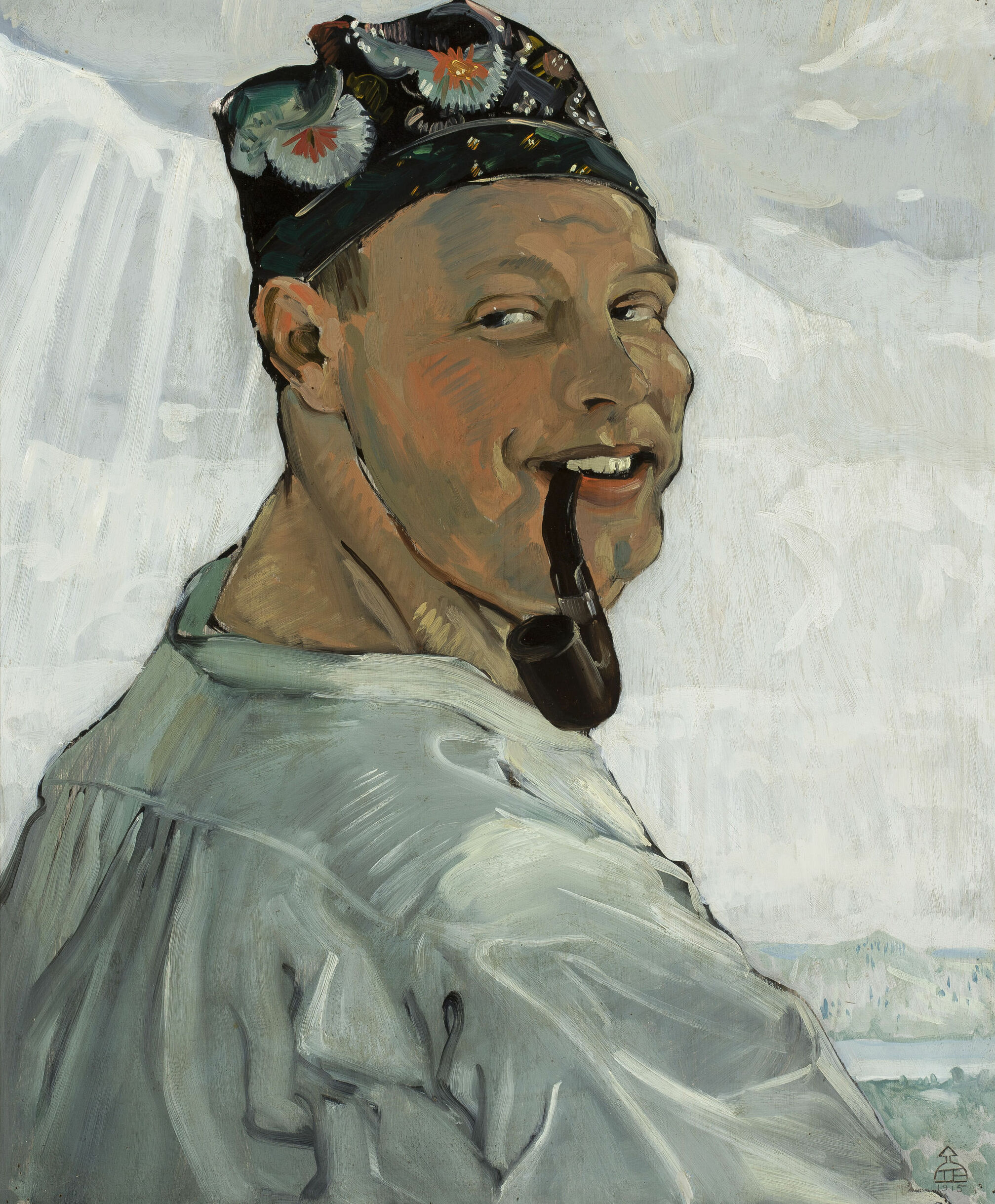
Tadeusz Pruszkowski, Selbstporträt, 1915

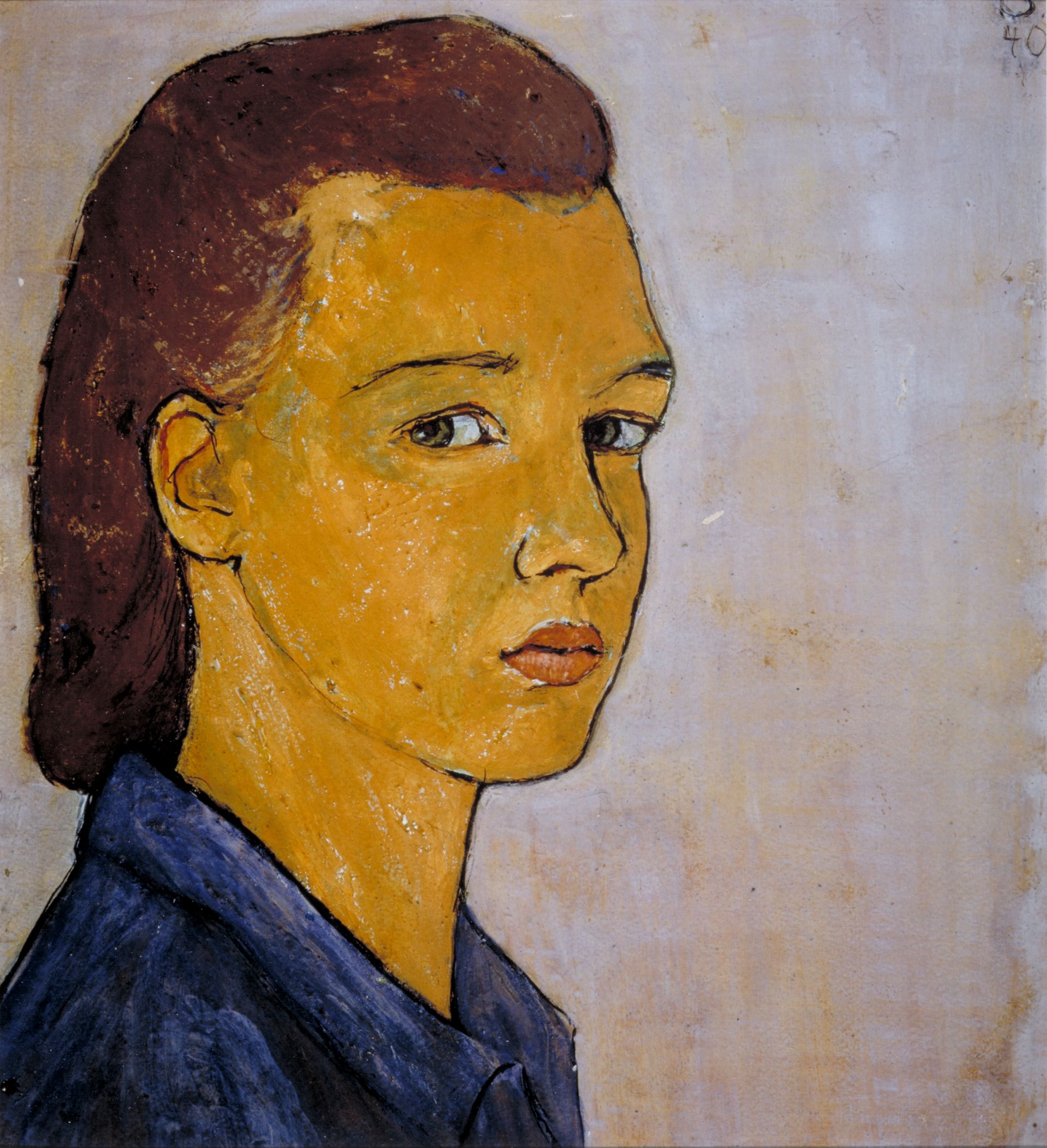
Charlotte Salomon, Selbstporträt, 1940

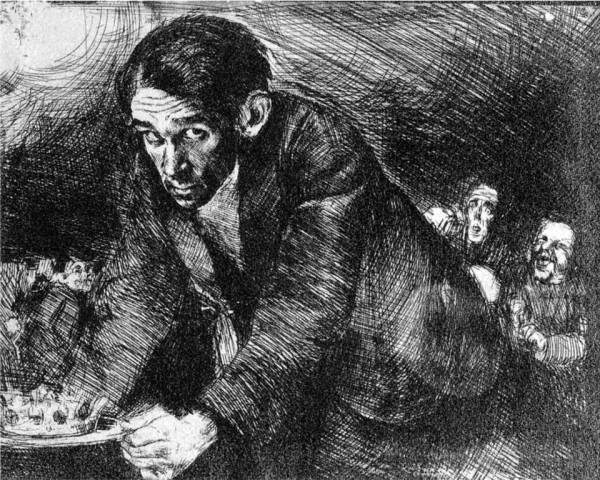
Bruno Schulz, Selbstporträt, 1920/22

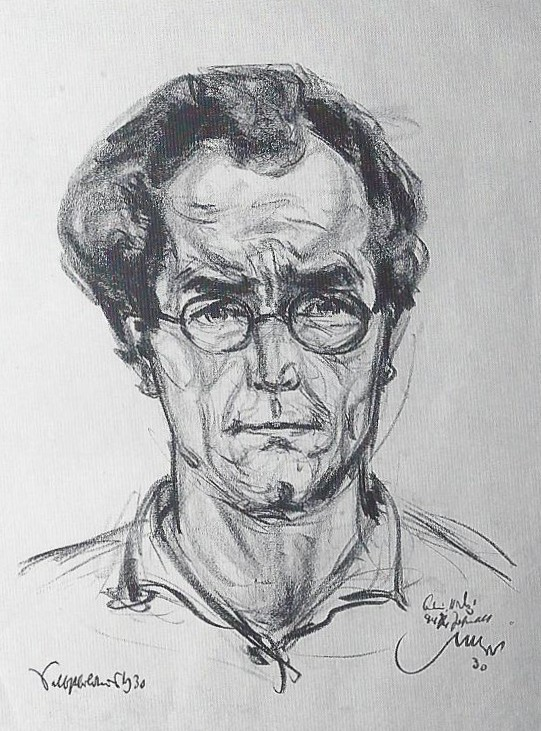
Emil Stumpp, Selbstporträt, 1929

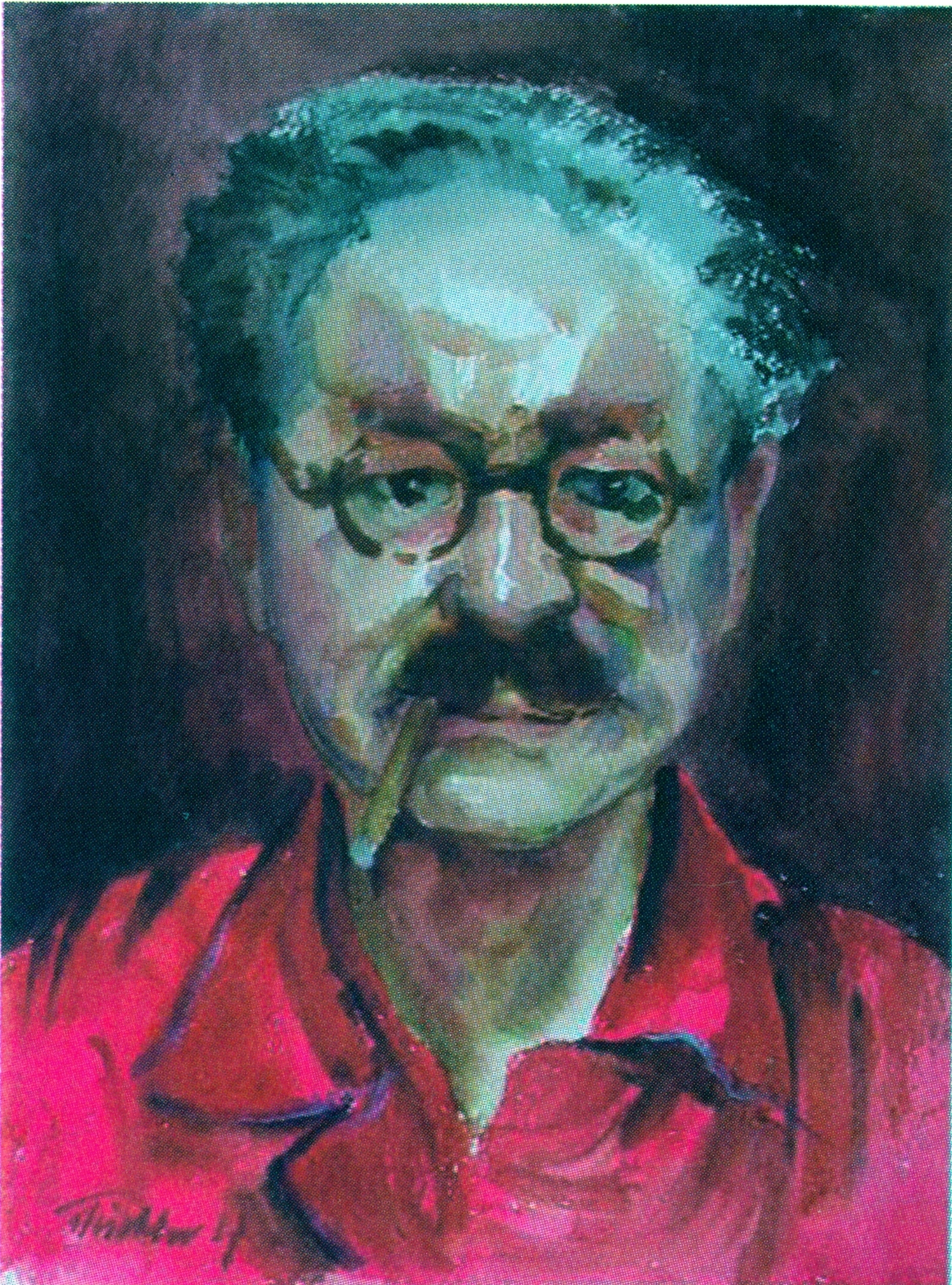
Heinrich Tischler, Selbstporträt, 1922

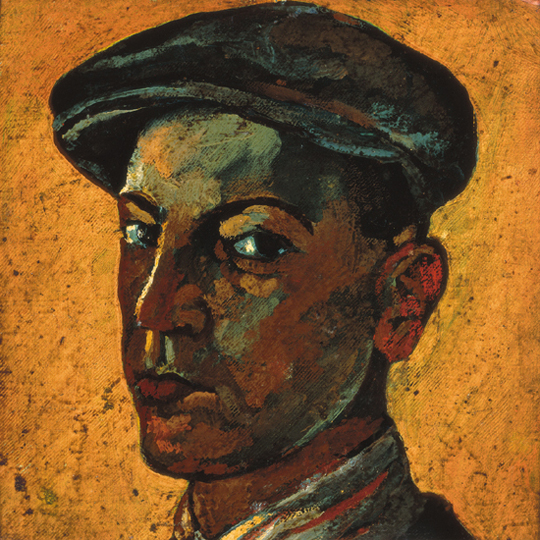
Lajos Vajda, Selbstporträt, 1925

### A
- Julia Acker (1898–1942)[1]
- August Agatz (1904–1945)
- Otto Albrecht (1881–1943)
- Bernard Altschuler (1901–1944)[1]
- Imre Ámos (1907–1944)[1]
- Sandro Antal (1882–1944)[1]
- Mikolaj Arciszewski (1908–1943)[1]
- Clara Arnheim (1865–1942)
- Fritz Ascher (1893-1970)
- Georges Ascher (1884–1943)[1]

### B
- Józef Badower (1903–1942)[1]
- Alma del Banco (1862–1943)[1]
- Wladimir Dawidowitsch Baranow-Rossiné (1888–1944)[1]
- Moric Barat (Marton) (1880–1944)[1]
- Boleslaw Marian Barbacki (1891–1941)[1]
- Henryk Barczyński (1896–1941)[1]
- Andor Basch (1885–1944)[1]
- Adolf Behrman (1876–1943)[1]
- Else Berg (1877–1942)
- Abraham Berline (1894–1942)[1]
- Dorota Berlinerblau-Seidenmann (1898–1942)[1]
- Margarethe Bernstein-Landsberg (1872–1943)[1]
- Carry van Biema (1881–1942)
- Samuel Birnfeld (1906–1944)[1]
- Arnold Aron Blaufuks (1894–1942)[1]
- Meijer Bleekrode (1896–1943)
- Felix Bloch (Zeichner) (1898–1944)
- Sophie Blum-Lazarus (1867–1944)[1]
- Maria Catharina Boas-Zelander (1896–1943)[1]
- Spiro Bocaric (1878–1941)[1]
- Karl Robert Bodek (1905–1942)
- Walter Bondy (1880–1940)
- Erich Brill (1895–1942)
- Dora Bromberger (1881–1942)
- Joseph Bronstein (1898–1943)[1]
- Heinz Buchholz (1906–1984)

### C
- Josef Čapek (1887–1945)
- Henryk Cytrin (1911–1941)[1]
- Bronisław Czech (1908–1944)

### D
- Max van Dam (1910–1943)[1]
- Friedl Dicker-Brandeis (1898–1944)

### E
- Eduard David Einschlag (1879–1942)[1]
- Jenő Elefánt (1899–1945)
- Maksymilian Eljowicz (1890–1942)[1]
- Henryk Epstein (1891–1944)[1]
- Rudolf Ernst (1896–1942)[1]
- Lou Ernst-Straus (1893–1944)[1]

### F
- Farkas Etienne (Istvan) (1887–1944)[1]
- Alexandre Fasini (Saul Finesilber) (1892–1942)[1]
- Adolphe Feder (Aizik Feder) (1885–1943)
- Adolf Fenyes (1867–1945)[1]
- Stefan Filipkiewicz (1879–1944)[1]
- Michel Fink (1919–1945)[1]
- Samuel Finkelstein (1890–1942)
- Alfred Frank (1884–1945)
- Marianne Franken (1884–1945)[1]
- Otto Freundlich (1878–1943)
- Feliks Frydman (1897–1943)[1]
- Fritz Fuhrken (1894–1943)

### G
- Paul Gangolf (c. 1879–1939/40)
- Salomon Garf (1879–1943)
- Bruno Gimpel (1886–1943)
- Jakob Glasner (1879–1942)[1]
- Paul Goesch (1885–1940)
- Jan Gotard (1898–1943)[1]
- Jacques Gotko (Yankelli Gotkovski) (1899–1944)[1]
- Sam Samuel Haim Granowsky (1889–1942)[1]
- Jules Graumann (1878–1944)[1]
- Dawid Greifenberg (1909–1942)[1]
- Paula Grünfeld (1861–1942)[1]
- Nathan Grunsweigh (1880–1943)[1]
- Stanislaw Gutkiewicz (1910–1942)[1]
- Robert Guttmann (1880–1942)[1]

### H
- Alice Haarburger (1891–1942)
- Karl Tobiasz Haber (1885–1943)[1]
- Alexandre Haimovits (1900–1945)[1]
- Robert Hanf (1894–1944)[1]
- Anna Heidtmann-Bacharach (1872–1942)
- Alfred Hergershausen (1909–1945)[1]
- Adam Abram Herszaft (1886–1942)[1]
- Karol Hiller (1891–1939)
- Ignacy Hirszfang (c.1892–1943)[1]
- Alice Hohermann (1902–1943)

### I
- Ralf Immerglück (1892–1942)[1]
- Joseph Jacob Isaacson (1859–1942)

### J
- Max Jacob (1876–1944)
- David Jandi (1893–1944)
- Samuel Jessurun de Mesquita (1868–1944)

### K
- Daniel Kabiljo (1894–1944)[1]
- Hans Käbnick (1904–1934)
- Georges Kars (1882–1945)[1]
- Zoltan Karzcag (1881–1944)[1]
- Franz Peter Kien (1919–1944)[1]
- Marcin Kitz (1891–1943)[1]
- Artur Klar (1895–1942)[1]
- Jozsef Klein (1896–1945)[1]
- Fryderyk Kleinman (1897–1943)[1]
- Isaak Ismak Kogan (1898–1943)[1]
- Robert Kohl (1891–1942/44)[1]
- Ida Kohner (1895–1945)[1]
- Leo Kok (1923–1945)
- György Kondor (1921–1945)[1]
- Franz Korwan (1865–1942)
- Natan Korzen (1895–1941)[1]
- Chana Gitla Kowalska (1904–1941)
- Jozef Kowner (1895–1943)[1]

### L
- Annamarie Ladewig (1919–1945)[1]
- Henni Lehmann (1862–1937)
- Maria Lemmé (1880–1943)
- Julo Levin (1901–1943)
- Rudolf Levy (1875–1944)
- Jokubas Lipsickas (1903–1943?)[1]
- Hermann Lisman (1875–1943)[1]
- Gerda Lissack (1904–1942)[1]
- Elfriede Lohse-Wächtler (1899–1940)
- Käthe Loewenthal (1878–1942)
- Peter Ludwigs (1888–1943)
- Maria Luiko (Marie Louise Kohn) (1904–1941)

### M
- Jacob Macznik (1905–1945)[1]
- Ida Maly (1894–1941)
- Ephraïm Mandelbaum (1885-1942)[1]
- Josef Mangold (1884–1937)
- Herta Mansbacher (1885–1942)
- Ludwig Meidner (1884-1966)
- Aniela Menkes (1897–1941)[1]
- Gustav Mennicke (1899-1988)
- Dore Meyer-Vax (1908-1980)
- Alice Michaelis (1875–1943)
- Klaus-Andreas Moering (1915-1945)
- Franz Monjau (1903–1945)
- Clément Moreau (1903-1988)
- Marie-Louise von Motesiczky (1906-1996)
- Moric Müller (1887–1944)[1]
- Rudolf Müller (Maler, 1903) (1903-1969)
- Szymon Müller (1885–1942)[1]
- Regina Mundlak (1887–1942)

### N
- Arno Nadel (1878–1943)
- Otto Nagel (1894-1967)
- František Mořic Nágl (1889–1944)
- Abraham Neumann (1873–1942)
- Grete Neuwalder (1898–1942)
- Adolf Noetzel (1903–1941)[1]
- Felix Nussbaum (1904–1944)

### O
- Olga Oppenheimer (1886–1941)[1]
- Paul Hans Ohmert (1890-1960)
- Erich Ohser (1903-1944)
- Willi Oltmanns (1905-1979)
- Lisel Oppel (1897-1960)
- Max Oppenheimer (Maler, 1885-1954)

### P
- Manfred Pahl (1900-1994)
- Richard Paling (1901-1955)
- Otto Pankok  (1993-1966)
- Cherne Percikovichiute  (1912–1942)[1]
- Jakub Pfefferberg (1900–1941/1944)[1]
- Carl Pflüger (1905-1998)
- Emmi Pick (1882–1943/45)[1]
- Felka Platek (1899–1944)
- Ewald Platte (1994-1985)
- Boje Postel (1890-1980)
- Emil Pottner (1872–1942)
- Vojtěch Preissig (1873–1944, Dachau)
- Tadeusz Pruszkowski (1888–1942)

### Q
- Harald Quedenfeldt (1905–1944)

### R
- Henryk Rabinowicz (ca. 1900–1942)[1]
- Carl Rabus (1898-1983)
- Anton Räderscheidt (1892-1970)
- Anita Rée (1885–1933)
- Hans Reiffenstuel (1894-1980)
- Aleksander Riemer (1889–1942)[1]
- Otto Rischbieter (1897–1943)[1]
- Herta Rössle (1906-1991)
- Horst Rosenthal (1915–1942)
- Leon Rosenblum (1884–1943)[1]
- Jan Rubczak (1884–1942)[1]
- Hubert Rüther (1886–1945)
- Marian Ruzamski (1899–1945)[1]
- Mojżesz Maurycy Rynecki (Moshe) (1881–1943)[1]

### S
- Nikolaus Sagrekow (1897-1992)
- Charlotte Salomon (1917–1943)
- Josef Scharl (1896-1954)
- Werner vom Scheidt (1894-1984)
- Albert Schiestl-Arding (1883-1937)
- Wilhelm Schnarrenberger (1992-1966)
- Werner Scholz (1898-1982)
- Gustav Schopf (1899-1987)
- Otto Schubert (1892-1970)
- Julius Wolfgang Schülein (1881-1970)
- Amalie Seckbach (1870–1944)
- Hildegard Seemann-Wechler (1903–1940)
- Efraim und Menasze Seidenbeutel (1903–1945)[1]
- Gela Seksztajn (1907–1943)[1]
- Florenz Robert Schabbon (1899–1934)
- Franz Graf Schaffgotsch (1902–1942)
- Malva Schalek (Malvina Schalkova) (1882–1944)
- Bruno Schulz (1892–1942)
- Fritz Schulze (1903–1942)
- Eva Schulze-Knabe (1907-1976)
- Kurt Schumacher (1905–1942)
- Fritz Schwarz-Waldegg (1889–1942)
- Ludwig Schwerin (1897-1983)
- Karl Schwesig (1898-1955)
- Götz von Seckendorff (1889-1914)
- Curt Singer (1905–1989)[1]
- Ilona Singer (1905–1944)
- Marcel Slodky (1892–1943)[1]
- Hedwig Slutzki-Arnheim (1894–1943/44)[1]
- Antoni Soldinger (1902–1942)[1]
- Chaim Soutine (1894–1943)[1]
- Heinrich Stegemann (1888-1945)
- Max Stern (1872–1943)
- Norbert Strassberg (1912–1941)[1]
- Paula Straus (1894–1943)
- Emil Stumpp (1886–1941)
- Andor Sugar (1903–1944)[1]
- Emil Szinagel (1899–1943)[1]
- Natan Szpigel (1890–1943)[1]

### T
- Helene von Taussig (1879–1942)
- Ernő Tibor (1885–1945)[1]
- Heinrich Tischler (1892–1938)
- Viktor Tischler (1890-1951)
- Ernst Thoms (1896-1983)
- Symche Binem Trachter (Simon) (1890/94–1942)[1]
- Hans Troschel (1899-1979)
- Mauricy Trembacz (1861–1941)[1]
- Herbert Tucholski (1896-1984)

### U
- Kurt von Unruh (1894–1986)
- Albert Unseld (1879-1964)
- Zelman Utkes (1892–1944)[1]

### V
- Lajos Vajda (1908–1941)
- Mirko Virius (1889–1943)
- Günther Vogler (1895–1945)[1]

### W
- Leon Weissberg (1895–1943)
- Paul Wieghardt (1897-1969)
- Curt Witte (1882-1959)
- Julie Wolfthorn (1864–1944)
- Gert Heinrich Wollheim (1894-1974)

### Z
- Richard Ziegler (1891-1992)
- Augusta von Zitzewitz (1880-1960)
- Gerson Fiszel Zylberberg (Zber) (1909–1943)[1]
- Stanisław Żukowski (1873–1944)